# Доња Судимља
Доња Судимља (алб. Studime e Poshtme) насеље је у општини Вучитрн на Косову и Метохији. Према попису становништва на Косову 2011. године, село је имало 1.736 становника, већину становништва чине албанци.

## Географија
Село је у подножју Копаоника, на Судимској реци, пред њеним излазом у поље, око 2 км источно од Вучитрна, и на страни једне суве долине, на 1 км источно од главног сеоског дела. Разбијеног типа. Дели се на Горњу махалу (у сувој долини) и Доњу махалу (по дну долине Судимске реке). Горња махала је збијена, а Доња махала има три мало издвојене групице.

## Порекло становништва по родовима
До ослобођења Топлице у Доњој Судимљи су живели Срби. Сви су они имали своју земљу, па су је неки продали досељеним мухаџирима из Топлице, а неки извршили размену своје земље са земљом мухаџира у Топлици и иселили се у Топлицу. У селу још стоји гробље тих Срба.
Албански мухаџири из топличких села 1878.
У Горњој махали
- Рашић (4 к.), од фиса Шаље, из Рашице.
- Трнав (2 к.), од фиса Гаша, из Трнаве.
- Свачали (1 к.), од фиса Сопа, из Сварче.
- Планали (1 к.), од фиса Тсача, из Велике Плане; ,

У Горњој махали
- Грђалије (11 к.), од фиса Краснића, из Ресинца. Овај је род извршио размену имања са затеченим Србима.
- Жуша (1 к.), од фиса Тсача, из Жуше.
- Костанић (2 к.), од фиса Бериша, из Костанице.
- Согоњев (1 к.), од фиса Шкерља, из Сагоњева.
- Спанца (1 к.), од фиса Шкреља, из Спанце. Као мухаџир живео у Лабу, одакле се доселио 1910.
- Гргур (1 к.), од фиса Краснића, из Гргура. Као мухаџир живео у Горња Судимљи, одакле се преселио 1933.
- Буњак (1 к.), од фиса Краснића, из Потурчеља. Живео као мухаџир у Г. Судимљи, па у Новом Селу Беговом, одакле се доселио 1911.

Аутоколонисти
- Миленчићи (2 к.) 1913. из Осредака (Брус, Србија).
- Кнежевић (1 к.) и Тодоровић (1 к.) 1922. из Брђана (Брус).

## Демографија
| Демографија | Демографија | Демографија |
| Година      | Становника  | Становника  |
| ----------- | ----------- | ----------- |
| 1948.       | 522         |             |
| 1953.       | 582         |             |
| 1961.       | 777         |             |
| 1971.       | 953         |             |
| 1981.       | 1.357       |             |
| 1991.       | 2.499       |             |
| 2011.       | 777         |             |